# Andreas Rimkus (Künstler)

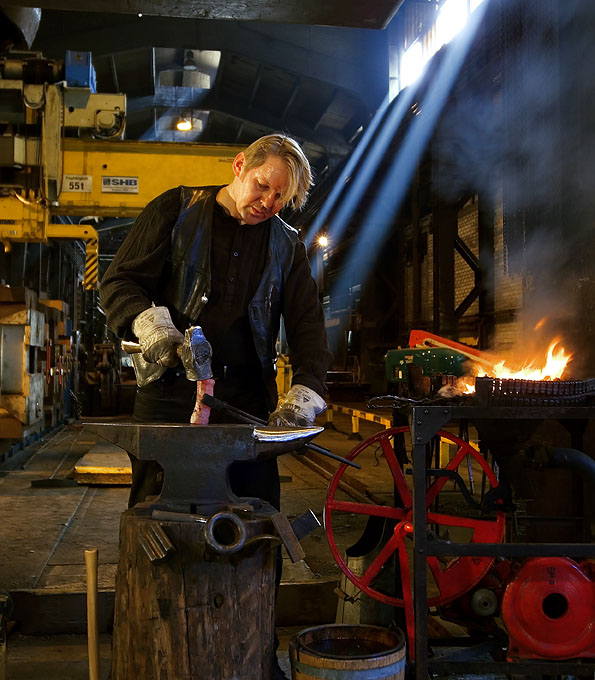
Andreas Rimkus (2004)

Andreas Rimkus (* 19. April 1962 in Hameln) ist ein deutscher Metallgestalter und Bildhauer („Schmiedekünstler“). Er lebt und arbeitet in Springe.

## Leben und Wirken
Zunächst machte Andreas Rimkus eine Ausbildung als Maschinenbauer. Diesen Berufsweg schloss er 1987 mit der Meisterprüfung ab. Er studierte Metallgestaltung von 1990 bis 1993 an der Fachhochschule Hildesheim. Das Schmieden erlernte er bei Jan Prütz (1931–2013), einem Sohn von Siegfried Prütz.
Seit 1993 ist Rimkus freischaffender Metallgestalter und Bildhauer in Springe. Er fertigt Metallkonstruktionen, Lichtobjekte, Kleinplastiken und Skulpturen.
Der Nachlass von Siegfried Prütz befindet sich heute im Besitz von Andreas Rimkus und der KulturFeuerStiftung. Es gelang ihm und der KulturFeuerstiftung, die alte Prütz’sche Schmiede vor der Zerstörung zu retten. Sie wurde im Glashaus in Sorsum bei Wennigsen wieder aufgebaut.

## Werke (Auswahl)

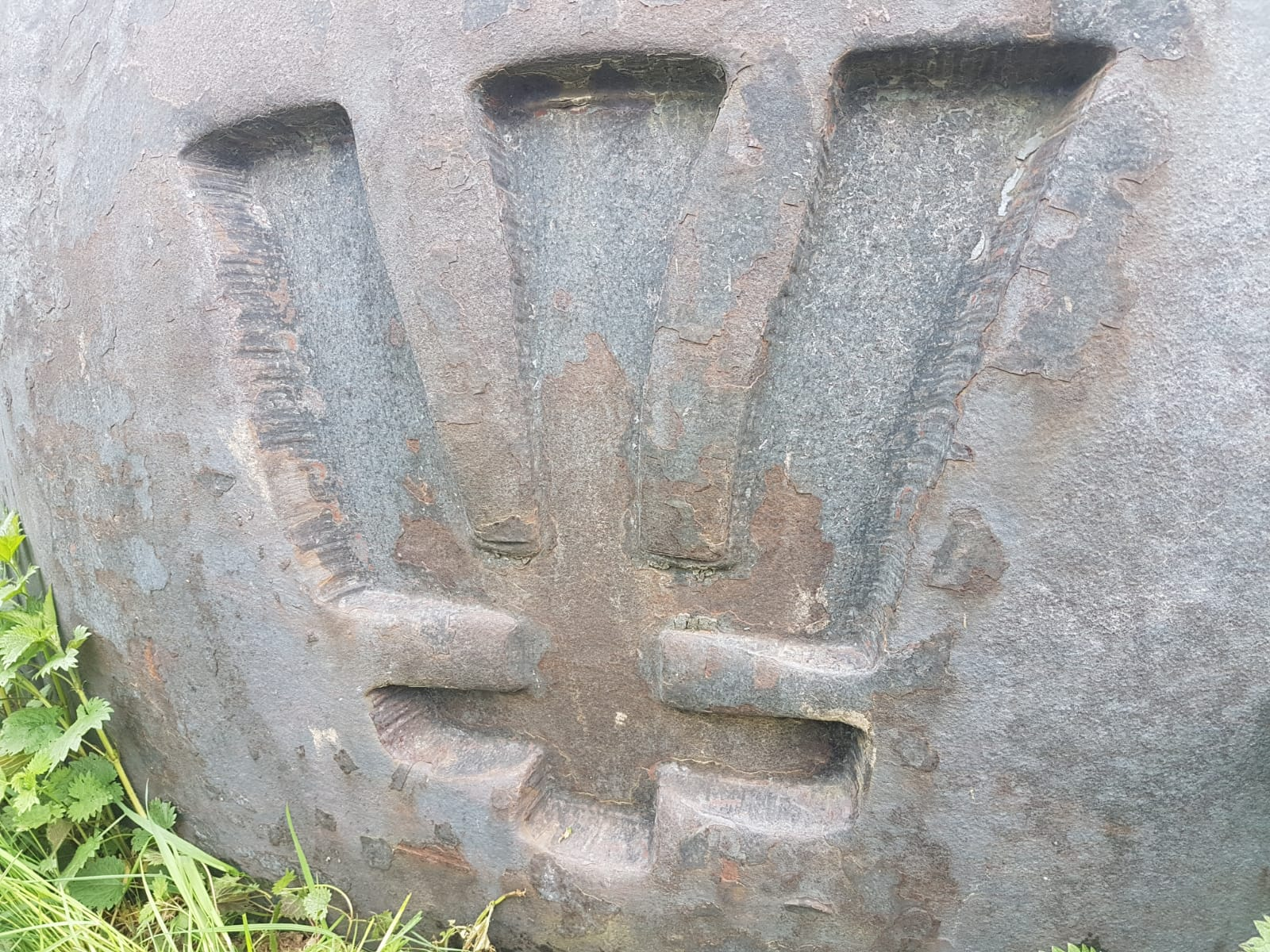
Logo Andreas Rimkus

### Werkliste
Zeichenerklärung:
- ⚙ Skulpturen mit von Betrachter bewegbaren Elementen
- 👂 Skulpturen, die Geräusche erzeugen
- 👋 interaktive, mikroprozessorgesteuerte Skulpturen
- ⛲ Brunnen
- 🔨 Projekt Der Eiserne Plan (GenerationenKunstwerk)

Für die Jahre 1993 bis 2008 führt der Künstler eine Liste von Projekten auf seiner Website:
- 1993: Der Handel, BZE Springe
- 1994: ⛲ Hallerbrunnen, Niederntor/Bahnhofstraße in Springe
- 1995: ⚙ Lebendiges Denkmal, Eldagsen
- 1997: ⛲⚙ Optimist, Pessimist Brunnen oder Sonne und Regen-Brunnen, Obernstraße in Achim
- 1999: Kontrahenten, Letter (Region Hannover)
- 1999: Braut des Rattenfängers, Hameln, derzeit Springe
- 1999: Zwölf Geschworene, Börse Hannover (innen)
- 1999: Nagelbaum für Springe, am Rathaus
- 1999: GRÜNER OSCAR, Entwurf und Ausführung für Bündnis 90 / DIE GRÜNEN
- 2000: Nagelbaum und Metallschreibmaschine, Akademie für Steuerrecht Lehrgangswerk Haas, Springe
- 2000: 4 Sinne, EXPO-Projekt Park der Sinne, Laatzen/Hannover
- 2000: Africa meets West, Entwurf eines Kunstkoffers, Schirmherrschaft Nelson Mandela
- 2000: Trojanische Kuh, Projekt für die EXPO 2000
- 2000: Das Tagebuch der Trojanischen Kuh
- 2000: Amboss, Videoinstallation mit Amboss
- 2001: Kulturfeuer, drei Exemplare der Skulptur Der Kuss für die Region Hannover (in Garbsen, Gehrden, Springe)
- 2001: Toucher, Ausstellung mit Günter Ludwig im Musée du Donjon, Niort (Frankreich)
- 2001: Eindrücke, Tagungs- und Bildungszentrum in Springe
- 2001: Dreieinigkeit, Diakonisches Werk Hannover
- 2001: 12 Apostel, Feuer und Wasser – live in Gifhorn und im Park der Sinne in Laatzen/Hannover
- 2001: Generationenkunstwerk, Acht-Tonnen-Plastik, geschmiedet im Stahlwerk Augustfehn
- 2002: ⛲👋👂 Blindenbrunnen, Park der Gärten, Bad Zwischenahn
- 2004: Insektenauge, aufgestellt im Park der Sinne, Laatzen[5]
- 2005: Chinesische Eisen-Apotheke, Luhepark, Winsen (Luhe)[6]
- 2006: 🔨 Afrikahammer, 19 Tonnen, Aufstellung in Yohonou (Togo)[7]
- 2008: 🔨 Asienhammer, 30 Tonnen, Peking
- 2008: 🔨 Europahammer, 12,5 Tonnen, Kröller-Müller Museum, Otterlo, Niederlande[8]
- 2008: Haller Haller Haller in Springe
- 2011: 👋 Klangschale und ⛲⚙ Eulenspiegelkopf im Kurpark Mölln
- 2011: 👋 Till-Eulenspiegel-Amboss, Kurpark in Mölln (Schleswig-Holstein)
- 2012: 👂 Sprechender Stein, Park der Sinne, Laatzen
- 2012: 🔨 Südamerika-Hammer, 25 Tonnen, derzeit in Springe
- 2012: ⛲⚙👋 SpringeBrunnen, interaktives Wasserspiel, Oberntor Springe[9][10]
- 2014–17: Feuervogel, Hahnenmaske, Hoffnung ⚙, Kulturträger, Mausi: Skulpturen im/am Deister zusammen mit Hiwane Konate und Dofoungo Konate (aus Burkina Faso)
- 2018: 👋 Aali und Aalisa, Kurpark in Bad Zwischenahn
- 2019: Silberrose, Botanischer Garten Wilhelmshaven
- 2020: 👋 Sinnbiose, Skulpturengruppe im Park der Sinne, Laatzen[11]
- 2021: 👋 DankeMal, Patientengarten, Medizinische Hochschule Hannover

### Skulpturen in Bad Zwischenahn

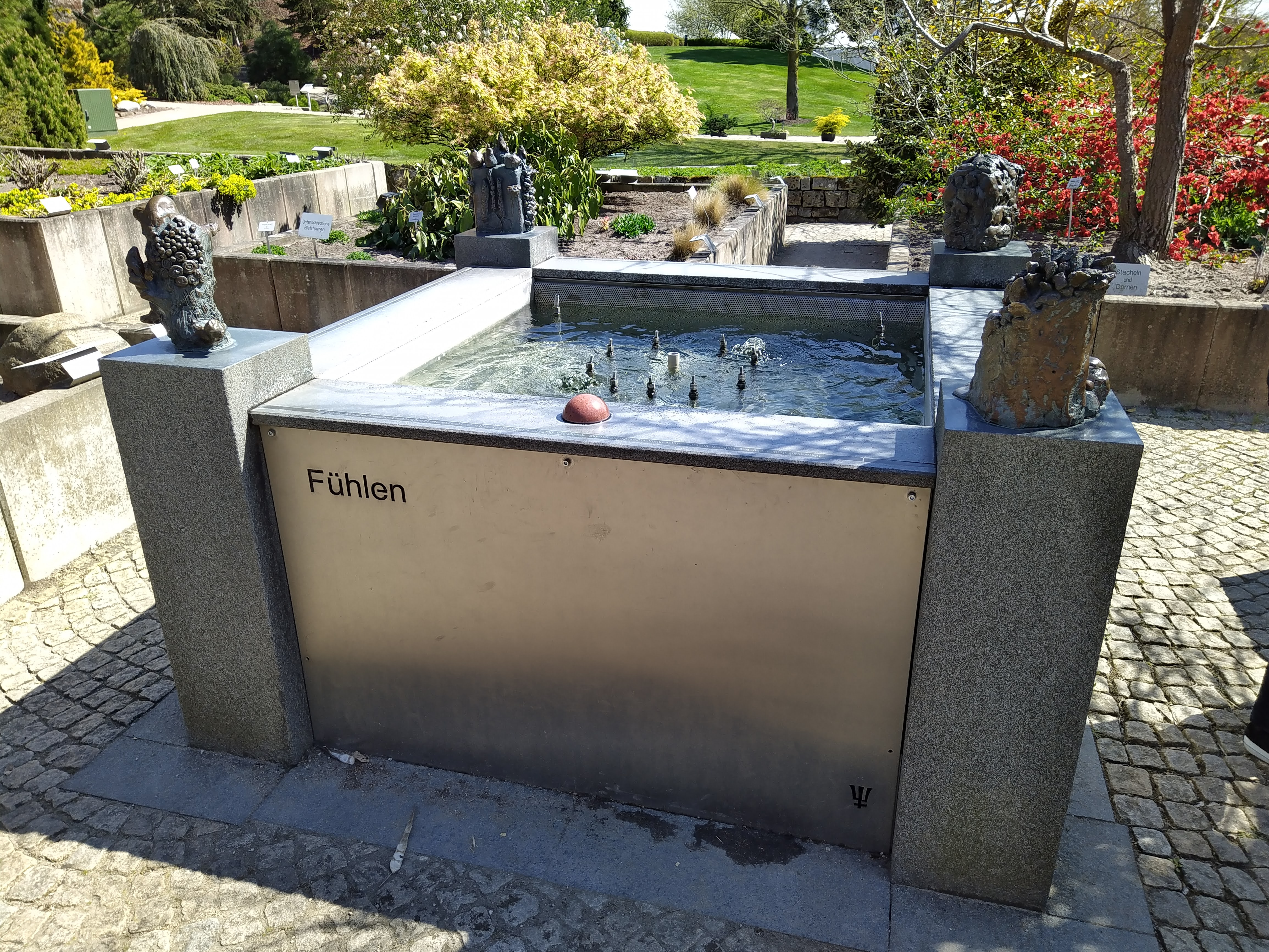
Blindenbrunnen im Park der Gärten (2002)
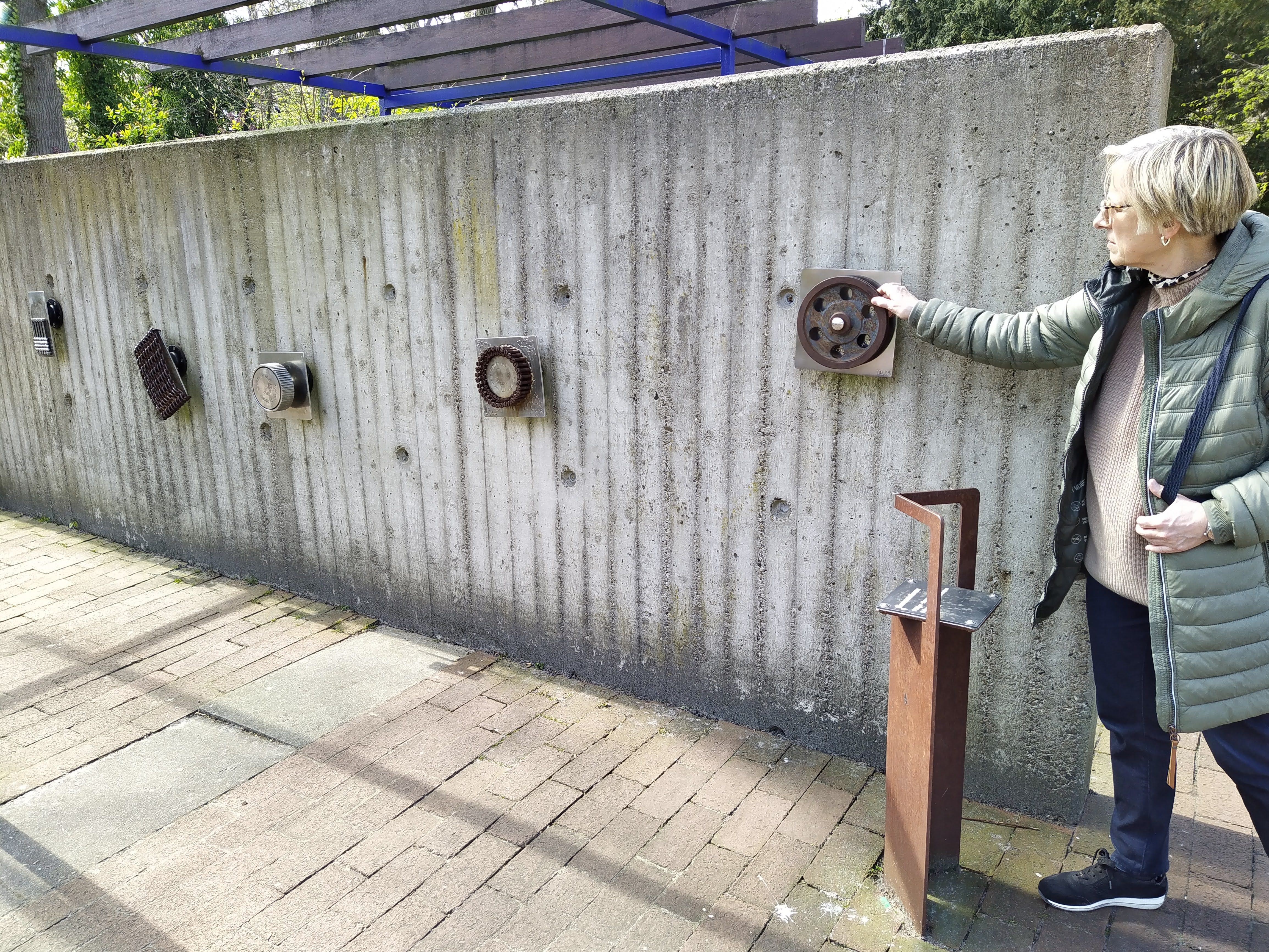
Sinnesstationen (2018)
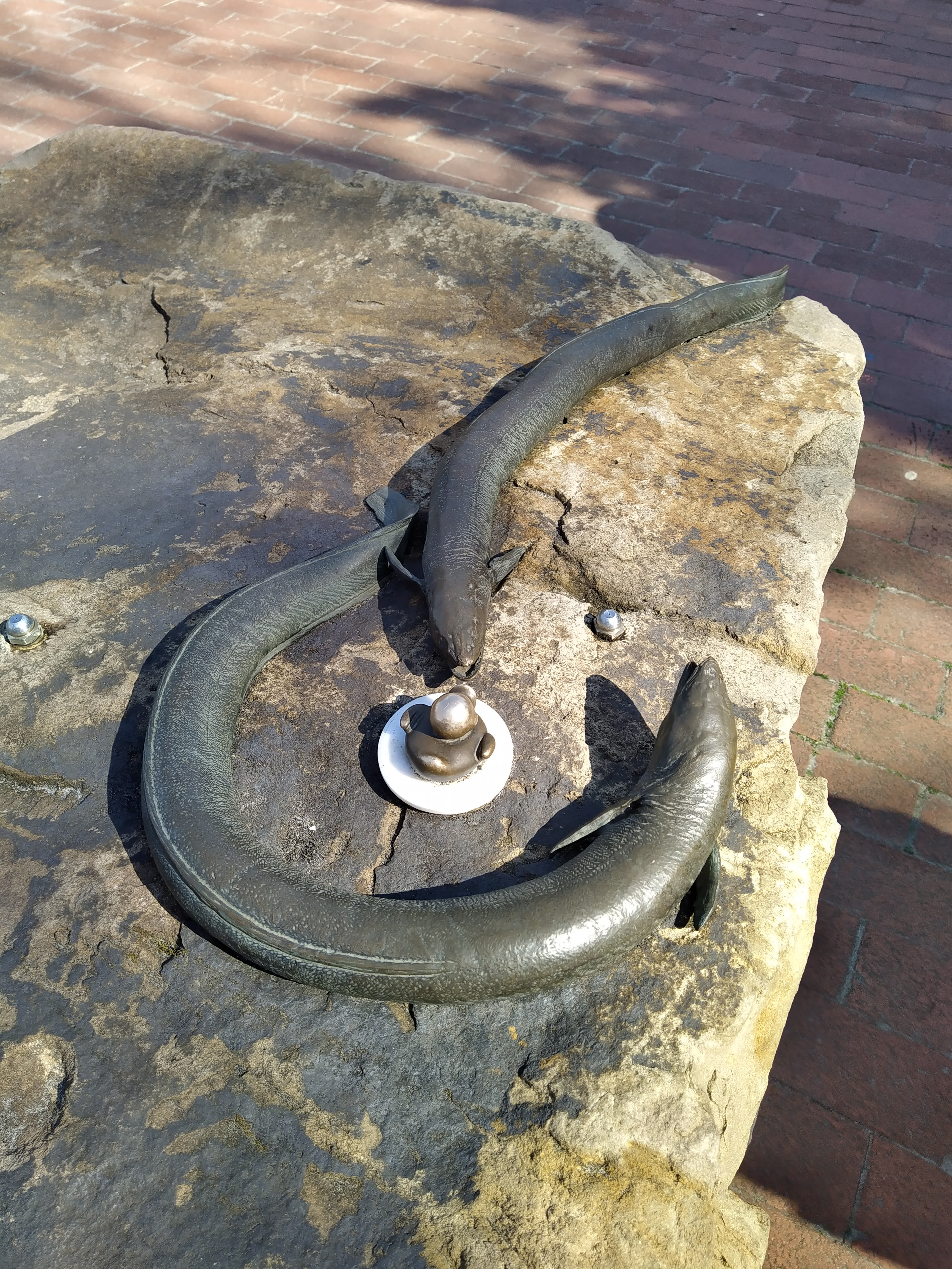
Aali und Aalisa (2018)
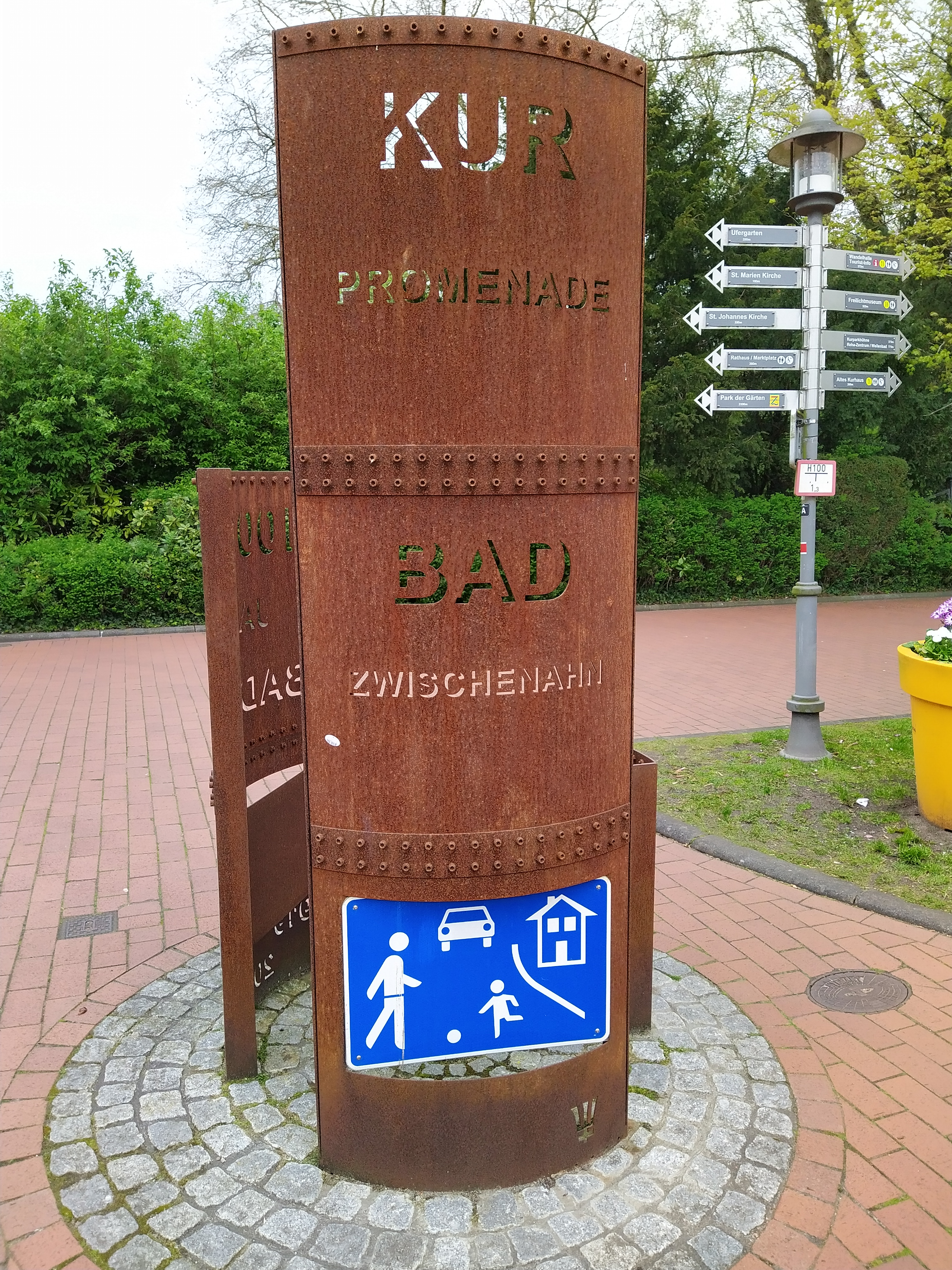
100 Jahre Bad (2019)
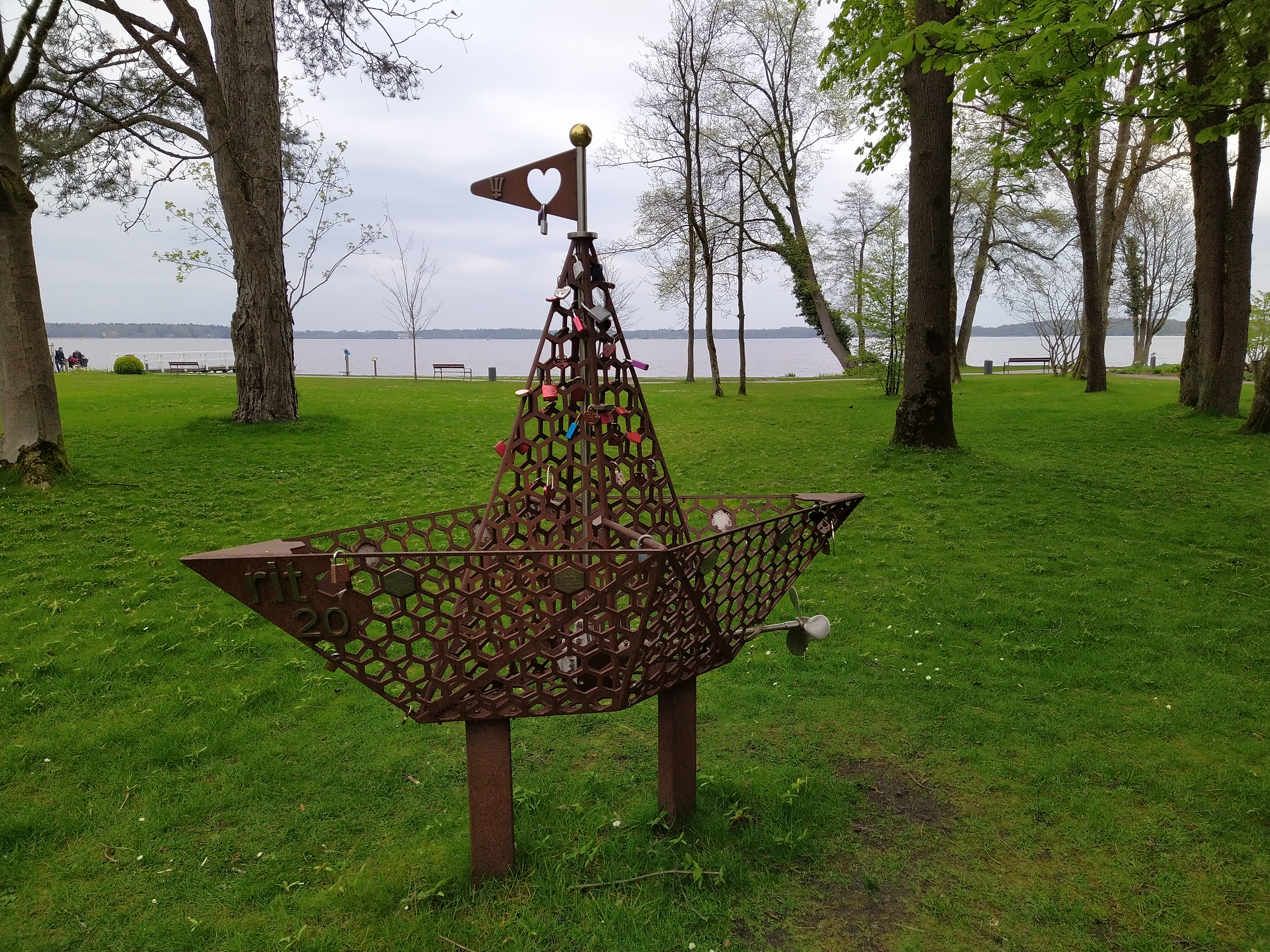
Liebes Schiff (2021)

### Skulpturen in Laatzen

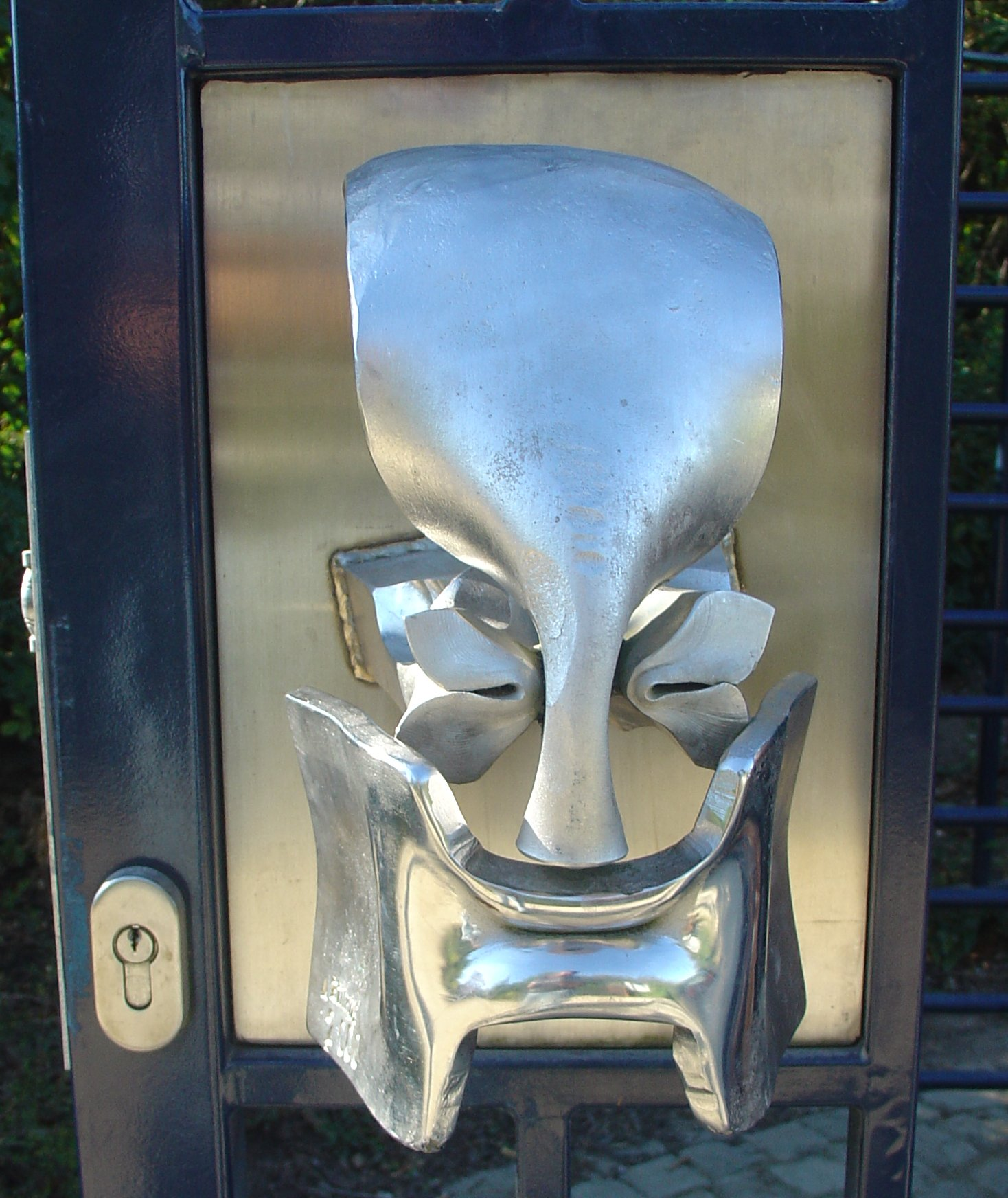
Skulptur am Eingang zum Park der Sinne, Laatzen (2000)
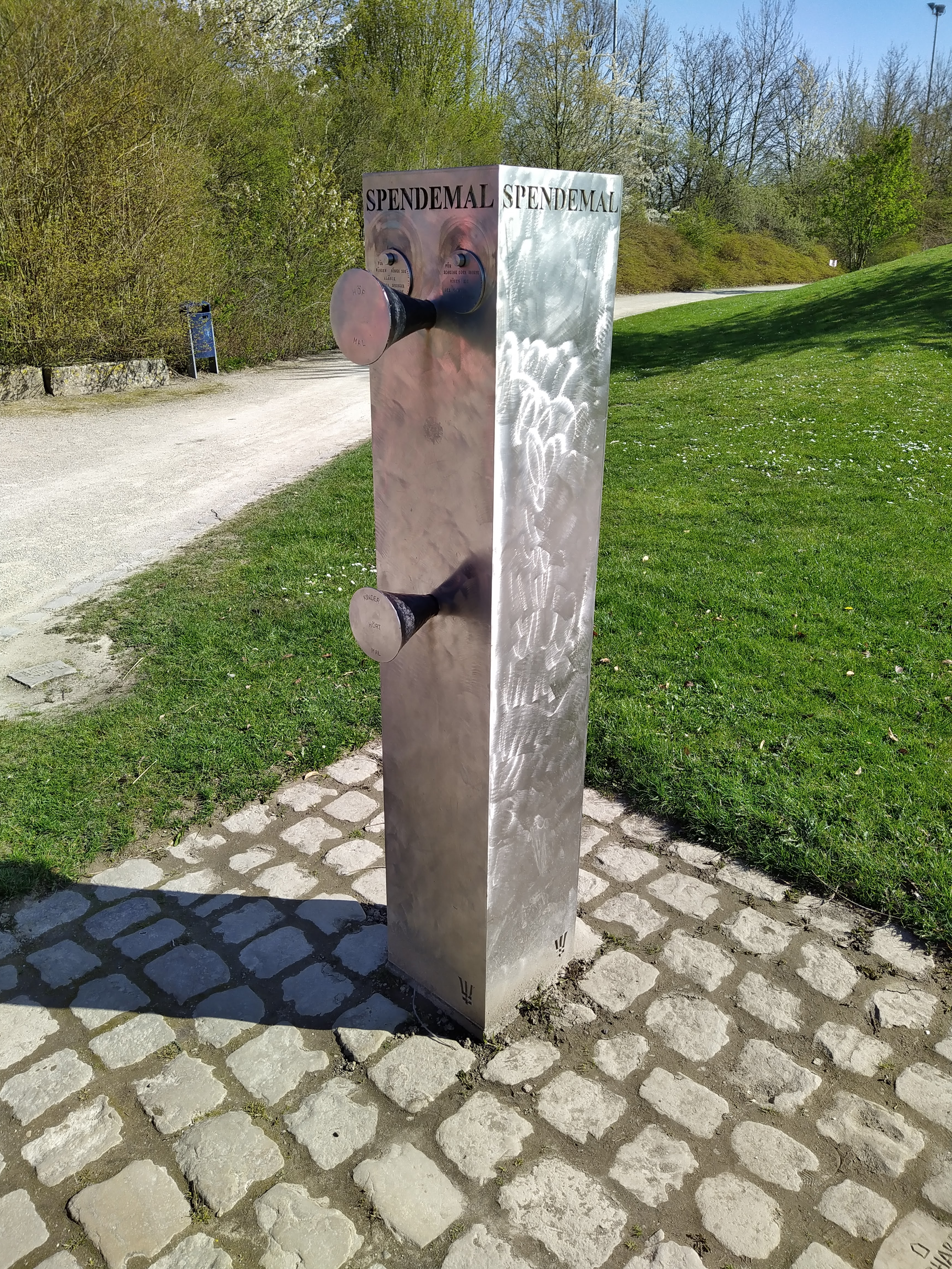
Spendemal im Park der Sinne
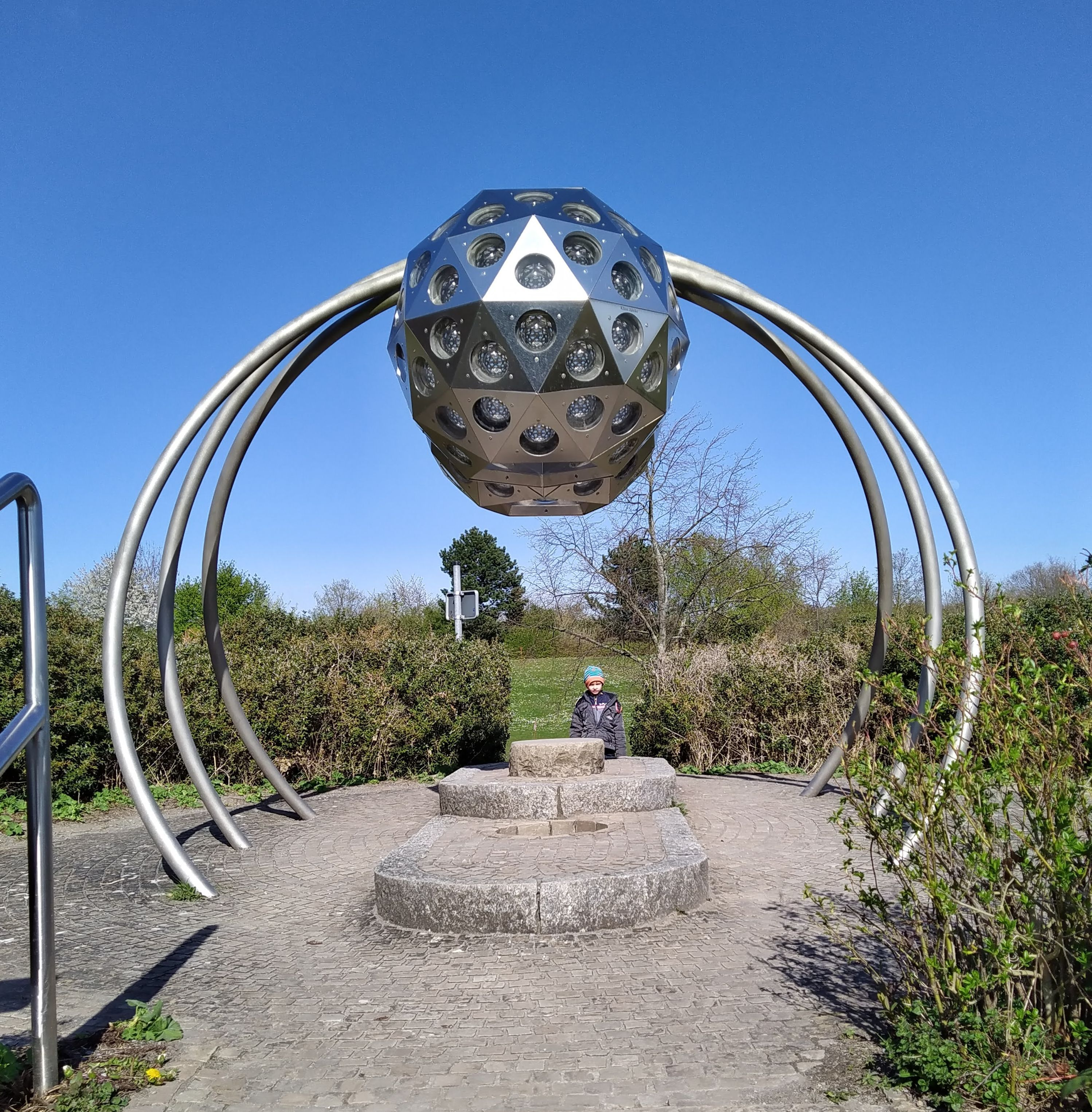
Insektenauge im Park der Sinne (2004)
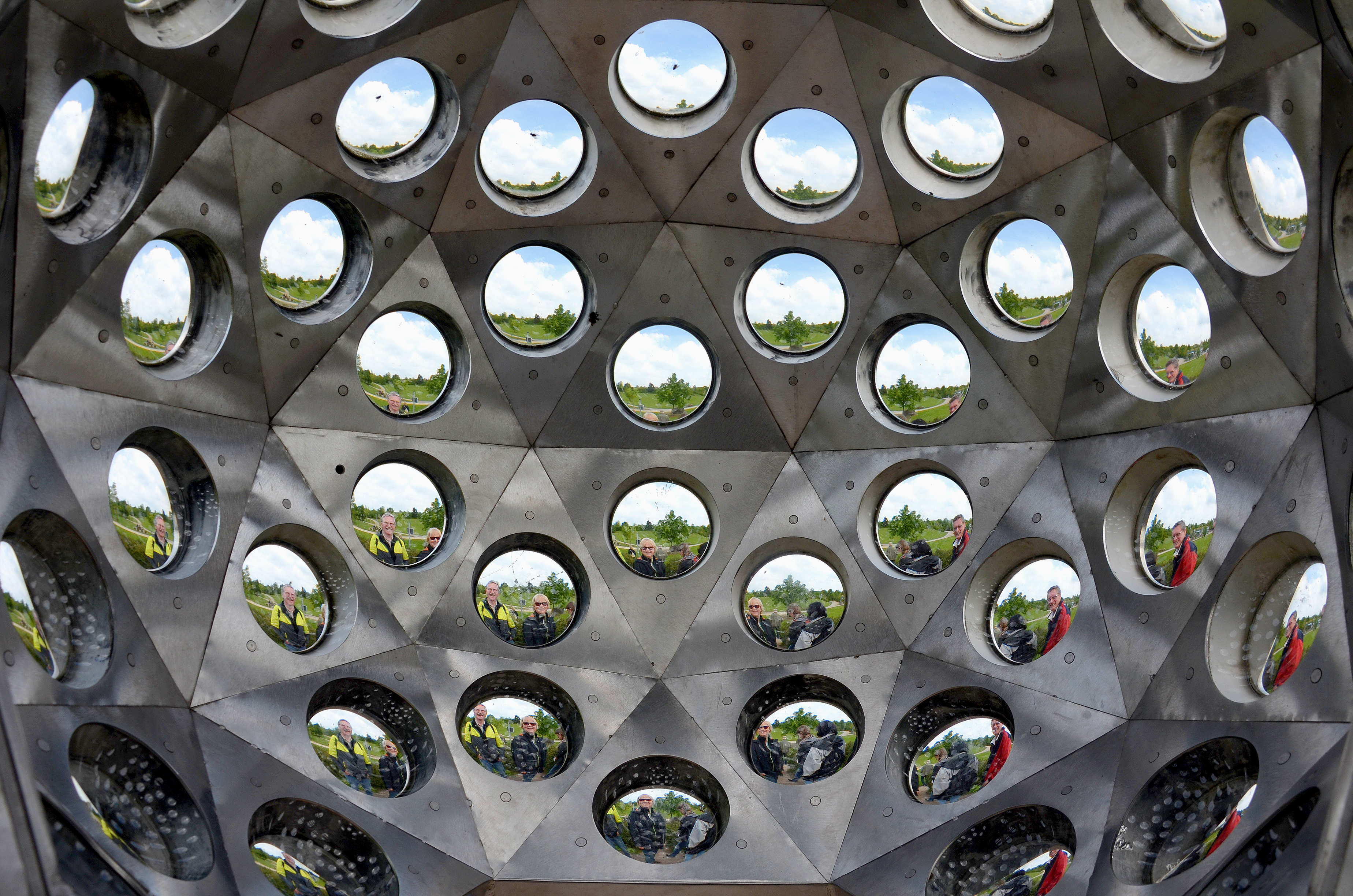
Blick durch das Insektenauge nach außen (Detail)
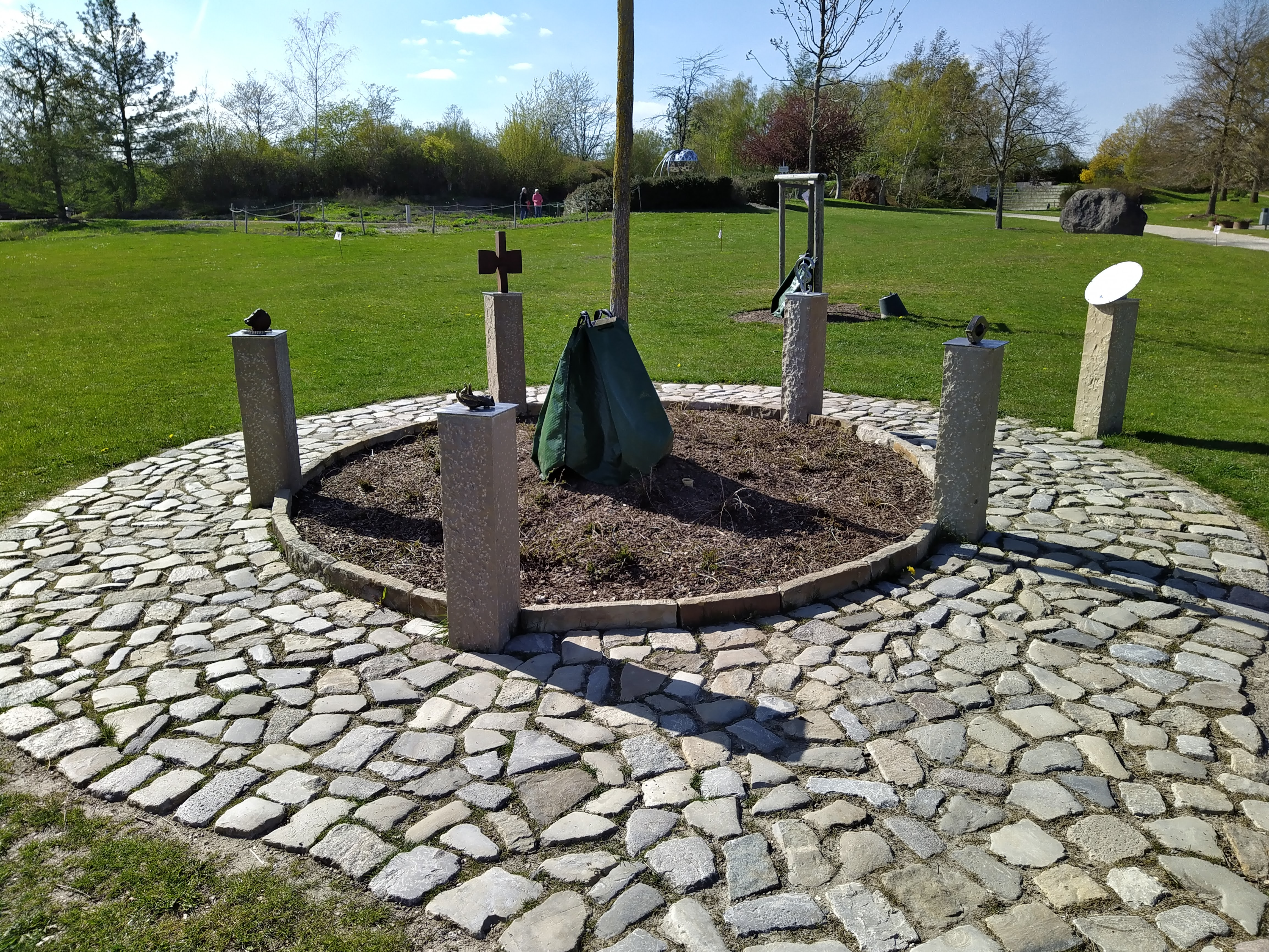
Sinnbiose im Park der Sinne (2020)
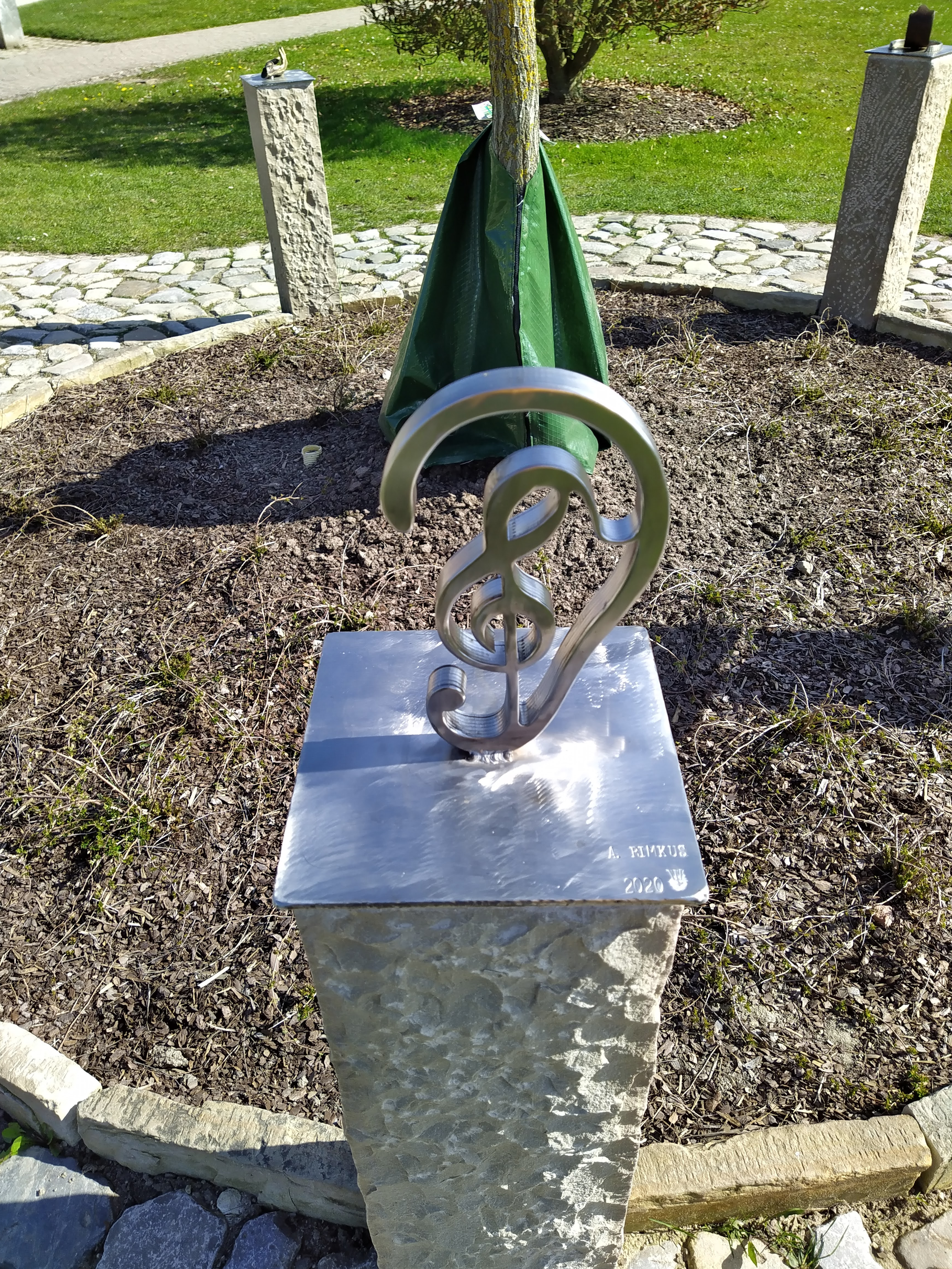
Element der Sinnbiose im Park der Sinne (2020)

### Skulpturen in Mölln

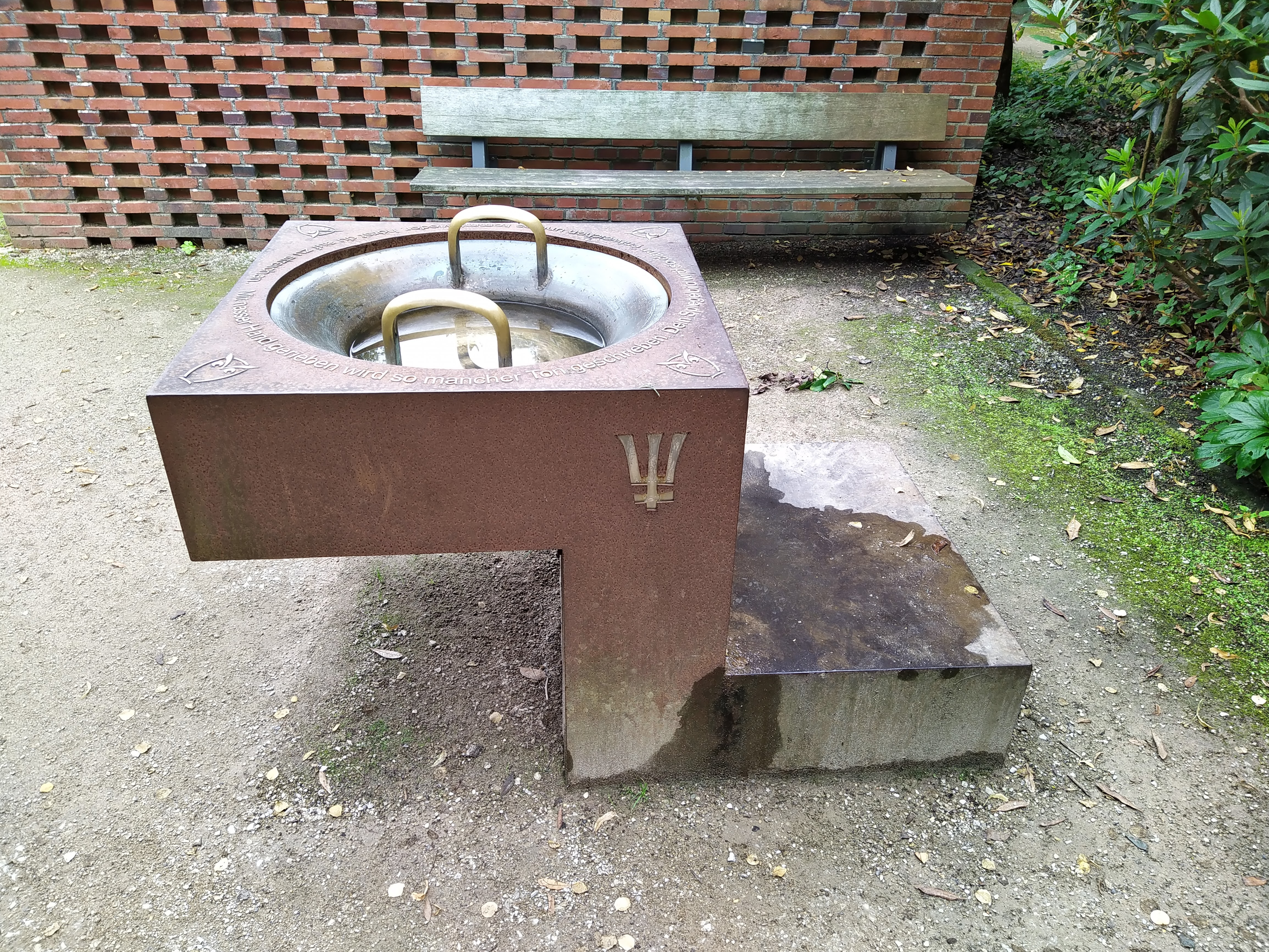
Klangschale im Kurpark Mölln (2011)
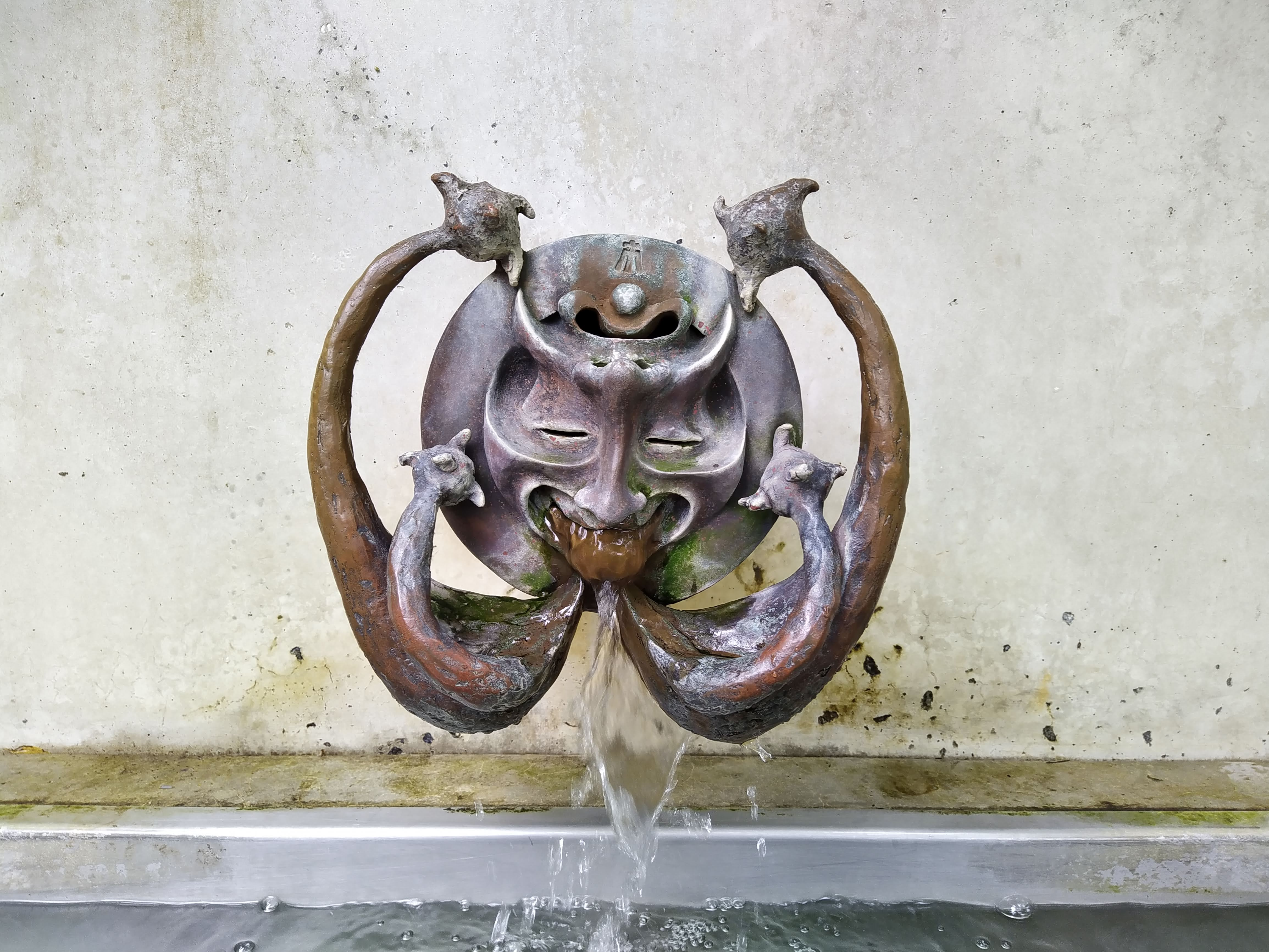
Eulenspiegelkopf (drehbarer Wandbrunnen, 2011)
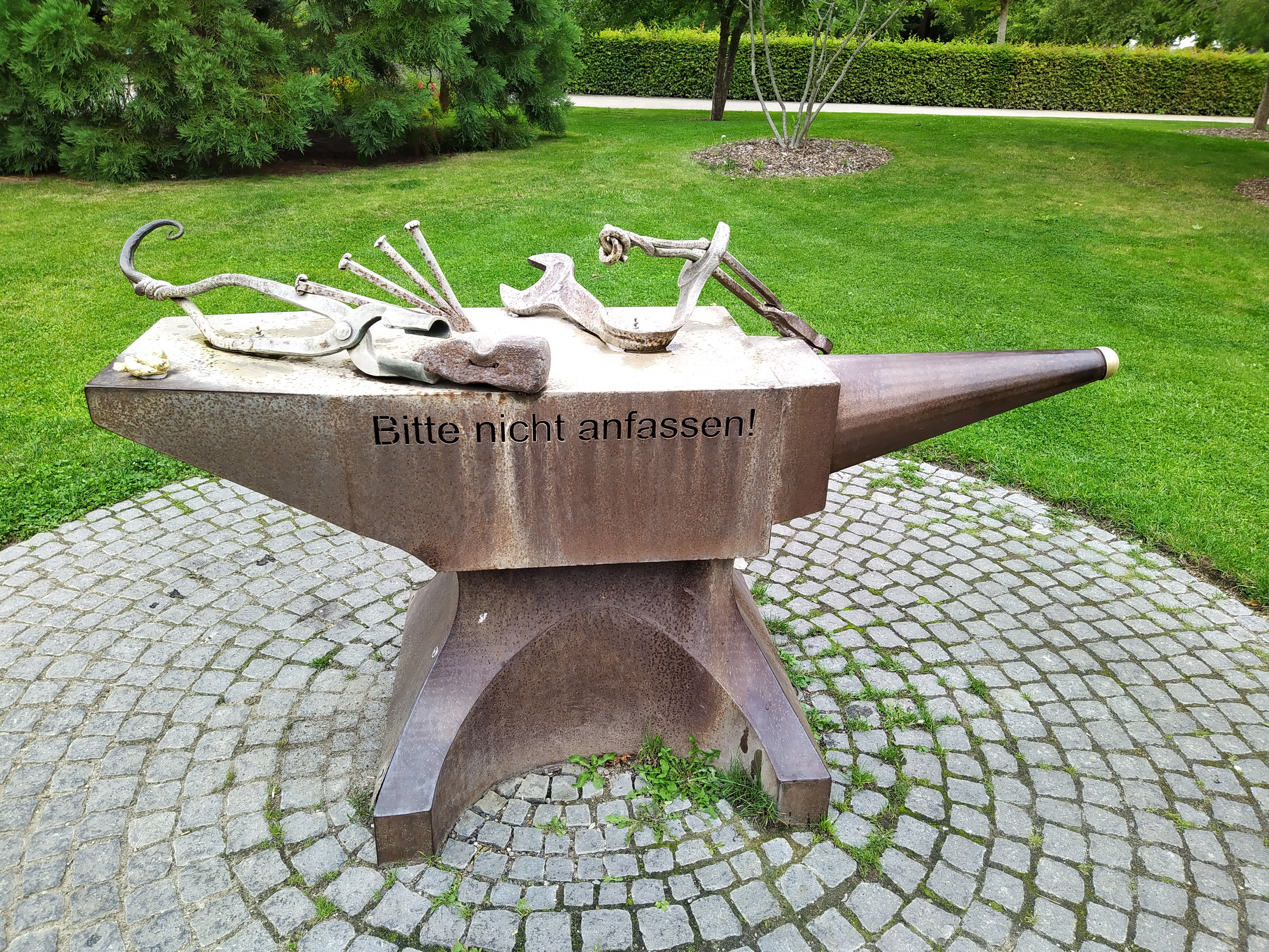
Till-Eulenspiegel-Amboss (interaktiv, 2011)

### Skulpturen in Springe

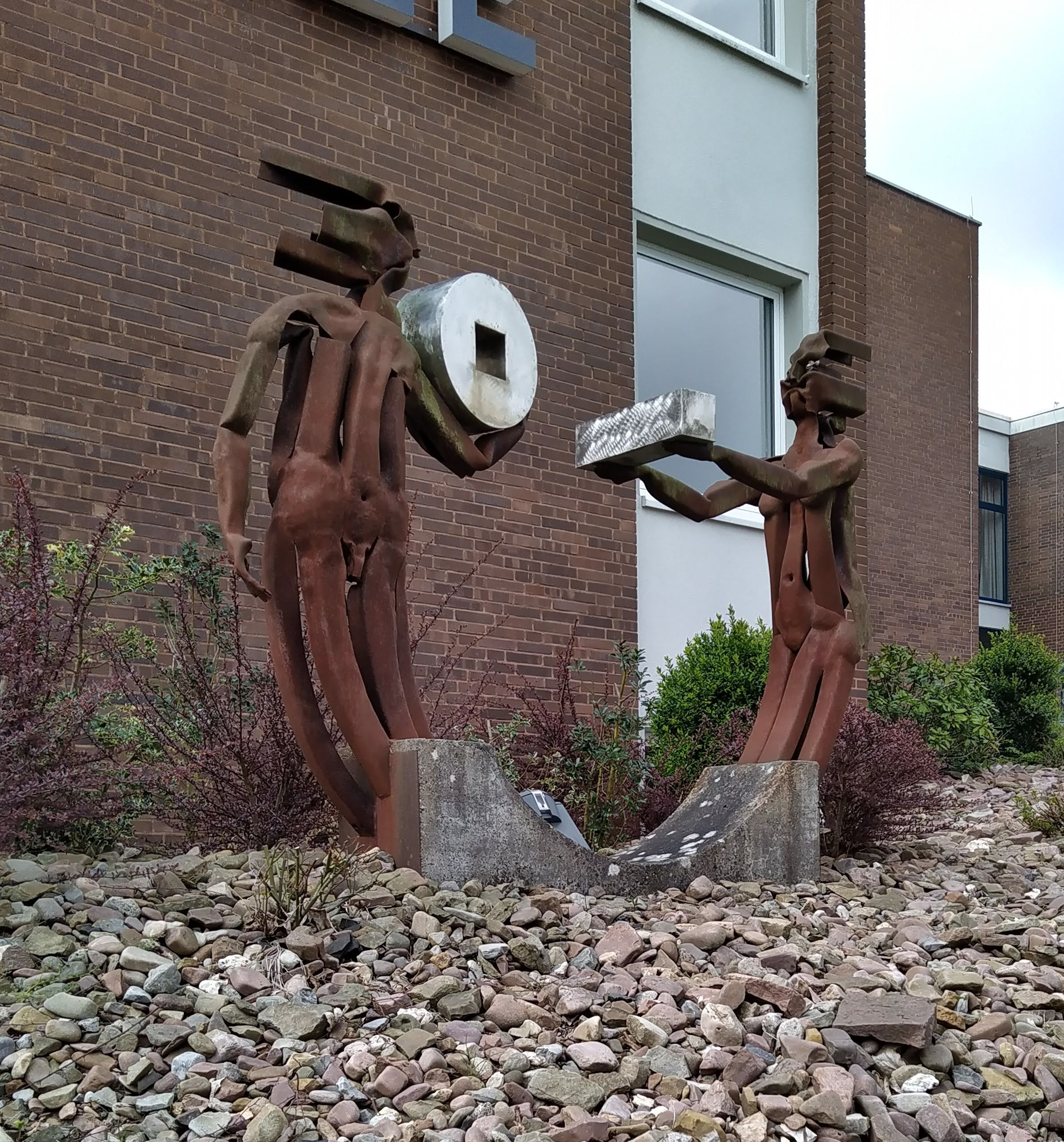
Der Handel am Bildungszentrum BZE in Springe (1993)
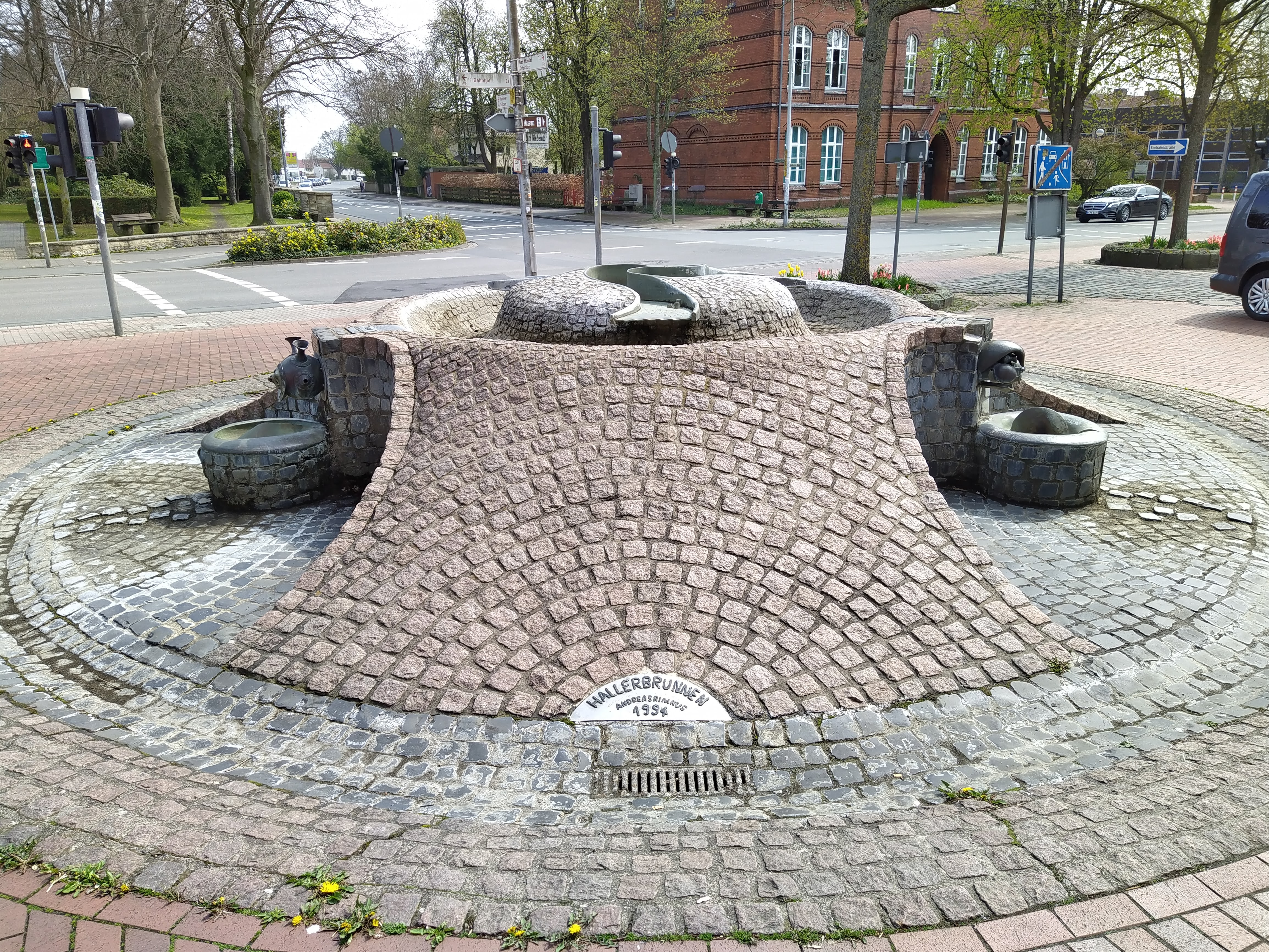
Hallerbrunnen, Niederntor in Springe (1994)
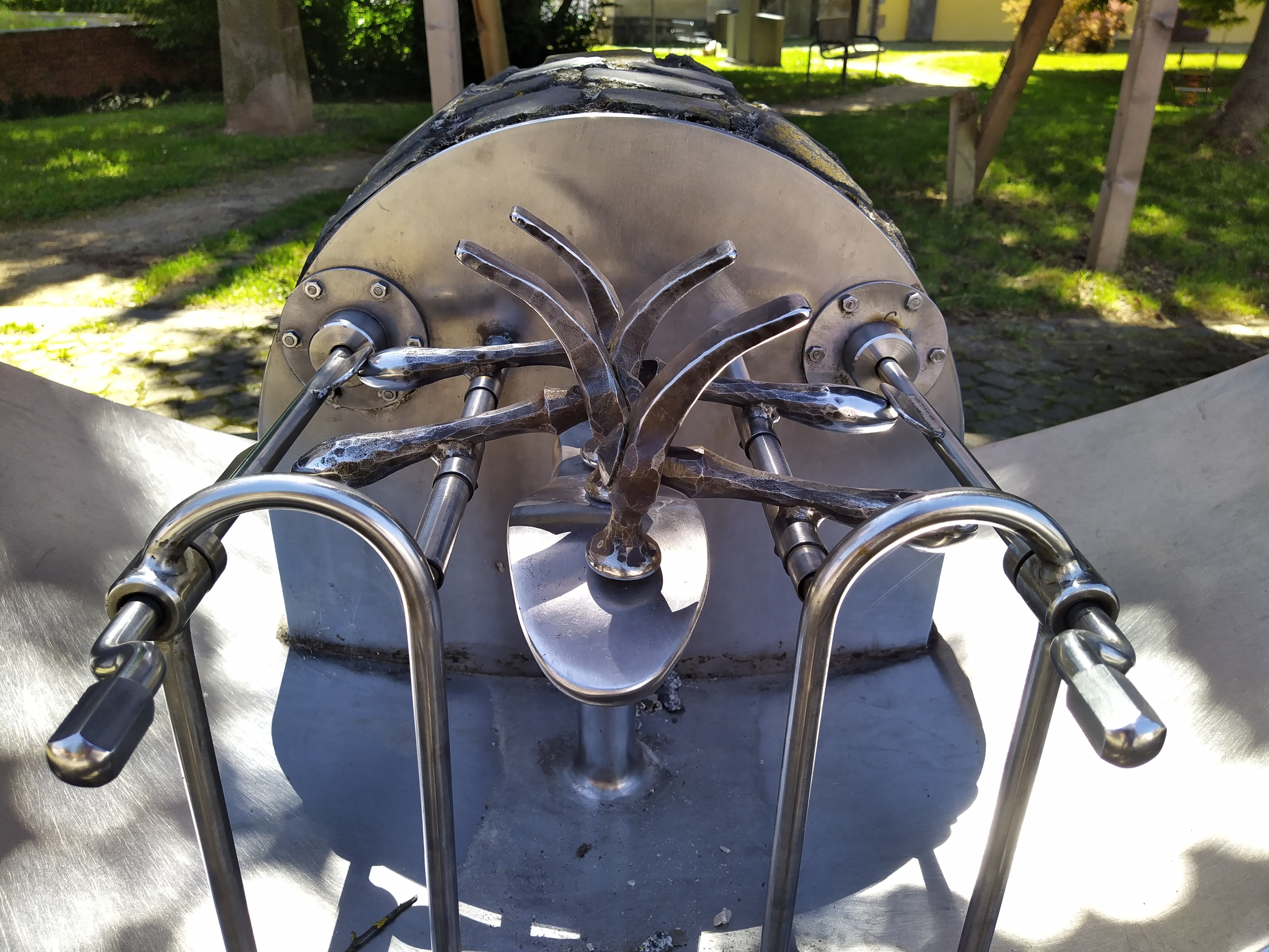
Lebendiges Denkmal, Lange Straße in Eldagsen (1995)
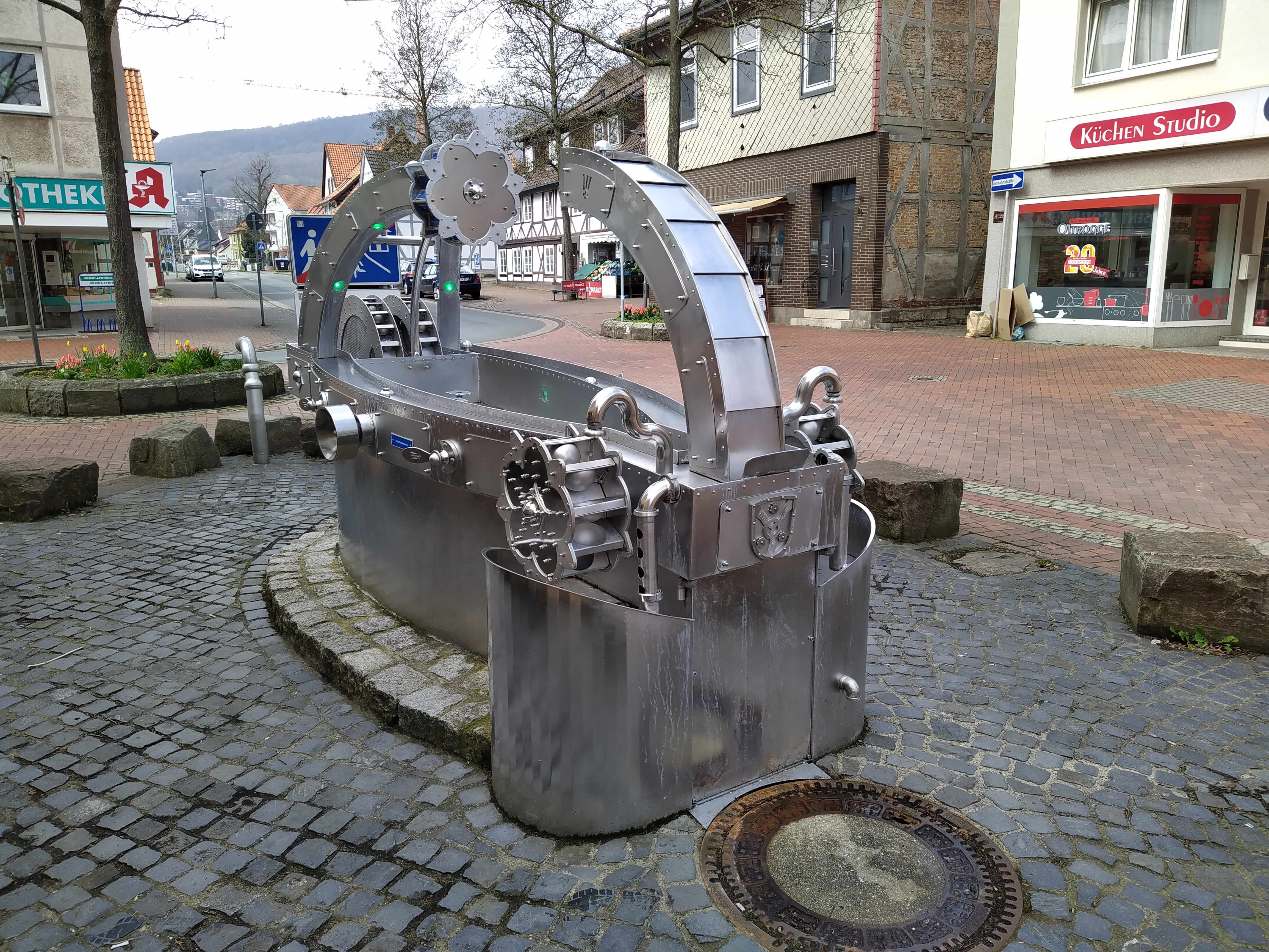
SpringeBrunnen am Oberntor in Springe (2012)
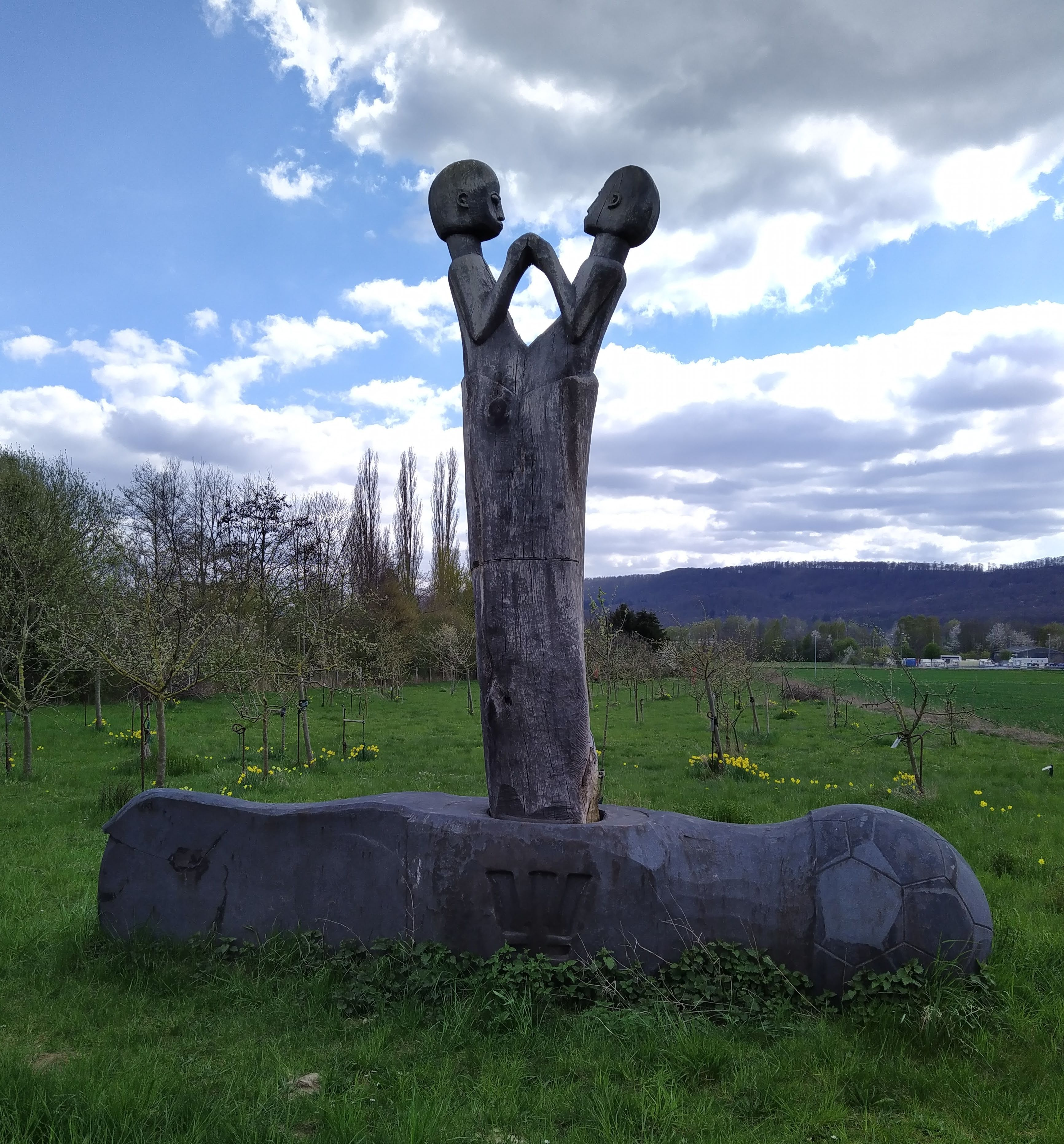
Südamerika-Hammer in Springe (2012)

### Buchveröffentlichungen
- mit Christina Sahr (Text): GenerationenKunstWerk. Ein Projekt von Andreas Rimkus. Springe 2003, ISBN 3-89384-045-1.
- Barbara Steinbauer, Andreas Rimkus: Das Tagebuch der ersten selbstfahrenden trojanischen Kuh. Mit CD-ROM, 1. Auflage, Buchdruckwerkstätten Hannover, Hannover 2001, ISBN 978-3-89384-044-1 und ISBN 3-89384-044-3.